# Alboino
Alboino (Pannonia, 530 circa – Verona, 28 giugno 572) è stato re dei Longobardi dal 560 circa al 572, anno del suo assassinio, forse ordito dalla sua moglie Rosmunda, secondo quanto riferito da Paolo Diacono.
Nel 568 guidò il suo popolo alla conquista dell'Italia, abbandonando la terra natia, la Pannonia. Dopo essere riuscito a conquistare parzialmente l'Italia, divenne un personaggio leggendario. Esistevano diversi canti epici longobardi sulle sue imprese; Paolo Diacono vi si ispira per numerosi episodi da lui narrati nella sua Historia Langobardorum. La storia si confonde con la fantasia, a causa delle tradizionali gesta arricchite via via con il passare del tempo, e la sua figura sfocia pertanto nella leggenda, rendendo la cronologia e i fatti molto spesso confusi.

## Biografia

### I primi anni
Alboino era figlio di Audoino, reggente (540) e, successivamente re (546) dei Longobardi, e di Rodelinda. Sappiamo da Procopio che Audoino sposò una principessa ostrogota (pronipote di Teodorico il Grande, re degli Ostrogoti) e appartenente alla stirpe dei Gausi. Secondo Giordane, il matrimonio fu voluto dall'imperatore: Rodelinda sarebbe la nipote (figlia della sorella) del re ostrogoto Teodato. Se la regina fosse stata veramente di sangue amalo, il matrimonio avrebbe aumentato il prestigio dei federati dell'impero e, di fronte agli altri barbari, li avrebbero quasi designati come eredi del re goto.
La cronologia della vicende di Alboino, assieme alla sua stessa figura, è, in Paolo, molto confusa: se Alboino avesse veramente partecipato allo scontro con i Gepidi nel 551, bisognerebbe farlo nascere molto prima della morte del re Vacone (circa 540). Molto probabilmente, l'incertezza è dovuta alla parziale fissazione della figura di Alboino nell'ambito leggendario, derivante da una saga poetica.
Alboino nasce attorno al 530 in Pannonia, dove all'epoca i Longobardi erano stanziati. Guerriero, prese certamente parte alle vicende belliche del tempo. Paolo Diacono racconta le sue imprese in una battaglia, identificata in quella combattuta nel 551 contro i Gepidi, in cui avrebbe ucciso Torrismondo, figlio del re Turisindo. Racconta Paolo che la sera della battaglia, il padre Audoino rifiuta di ricompensarlo con il posto d'onore al banchetto, poiché secondo "il costume del suo popolo" non poteva riconoscerne lo status in quanto non era stato armato da un principe straniero (probabile allusione alla pratica germanica del fosterage, l'educazione di giovani di sangue reale presso un'altra famiglia). Allora Alboino con quaranta giovani si reca dal re dei Gepidi Torisindo, di cui aveva ucciso il figlio, a chiedergli di ricevere da lui le armi. Ricevuto con onore, si siede al posto del giovane appena morto. Ma il rammarico del padre esplode e i principi dei Gepidi iniziano a provocare i Longobardi; questi ultimi rispondono con alterigia e solo l'intervento del re Torisindo riesce ad evitare che l'ospite venga ucciso nella stessa tenda del re. Torisindo alla fine del banchetto dona ad Alboino le armi del figlio morto e lo rimanda a suo padre incolume. Così Alboino può a buon diritto partecipare dei piaceri della tavola del re, mentre i Longobardi lodano la perfetta lealtà del re dei Gepidi. Tale racconto deriva certamente da una canzone epica fiorita intorno alla figura di Alboino e il suo fondamento storico va considerato con cautela.
Salì al trono alla morte del padre, nel 560 o poco dopo, e dovette subito affrontare nuovi scontri con i Gepidi, ora guidati da Cunimondo. Nel 565 i Gepidi, sostenuti dai bizantini (preoccupati per il potere che i Longobardi stavano conquistando), inflissero una sconfitta ad Alboino, che l'anno successivo cercò a sua volta un'alleanza. Strinse così un patto con gli Avari, stanziati a est dei Gepidi. I termini dell'accordo prevedevano che, in caso di vittoria, i Longobardi avrebbero lasciato agli Avari le terre occupate dai Gepidi in Pannonia. Nel 567 Longobardi e Avari attaccarono contemporaneamente, da nordovest e da nordest, i Gepidi. La vittoria andò ad Alboino, che uccise lo stesso re Cunimondo. Alboino, in seguito alla sua vittoria definitiva sui Gepidi, aveva ucciso il loro re Cunimondo e sposato sua figlia Rosmunda; con il cranio di Cunimondo avrebbe realizzato una coppa potoria.
Alboino ebbe due mogli. Intorno al 555 suo padre Audoino l'aveva sposato a Clodosvinta, cattolica e figlia del re dei Franchi Clotario I; è sopravvissuta una lettera del vescovo Nicezio di Treviri a Clodosvinta, nella quale l'ecclesiastico chiede alla regina di allontanare Alboino dall'eresia ariana. Dopo la sconfitta dei Gepidi, probabilmente per aggregare ai Longobardi i guerrieri superstiti di quel popolo, sposò Rosmunda, figlia di Cunimondo, in base al concetto della trasmissione del carisma regale per via femminile, accettato dalla cultura longobarda. Dalla prima moglie ebbe una figlia, Alpsuinda, morta a Costantinopoli in data ignota.

### Religione
I longobardi erano pagani, ma non la famiglia reale dei Lithingi, forse per influsso degli Eruli che erano per un quarto cattolici. Quando l'imperatore Giustino II ruppe con i Longobardi aiutando i Gepidi, Alboino scelse per sé e per i Longobardi l'arianesimo.
Questo tipo di arianesimo ignorava le dispute dogmatiche tra ariani e cattolici, ed essa venne usata da Alboino come collante per tutte le popolazioni germaniche che seguivano i Longobardi o che avrebbero trovato in Italia (molti contingenti bizantini in Italia erano in realtà formati da goti ariani precedentemente sconfitti, che rimasero inermi o si unirono all'invasione), creando un'unione religiosa laddove sussistevano differenze etniche, contrapponendosi in tal modo ai latini e franchi cattolici.

### La conquista dell'Italia

I domini longobardi alla morte di Alboino (572)

La vittoria sui Gepidi rafforzò il prestigio e il potere di Alboino, ma al tempo stesso gli creò non poche difficoltà: la voglia di bottino dei suoi guerrieri, esaltati dalle vittorie; l'accresciuta consistenza numerica del suo popolo, che ormai includeva una vasta schiera di alleati e tributari (Avari e Gepidi, ma anche Sarmati, Turingi, Rugi, Sassoni, Alani, Eruli, Unni); la pressione degli stessi alleati Avari. Il re uscì dalla stretta progettando una nuova migrazione-conquista: questa volta verso l'Italia appena tornata sotto controllo bizantino che, seppure impoverita dalla lunga Guerra gotica, prometteva ricchezze e preda. Non è da escludere che il trasferimento in Italia fosse stato concordato con le autorità bizantine, che avrebbero chiesto ai Longobardi di stanziarsi in Italia settentrionale come foederati per contenere gli attacchi franchi. La teoria, già avanzata in passato, è stata ripresa di recente, per esempio da Neil Christie e da Werner Pohl, pur essendo una congettura non supportata dalle fonti. Per garantirsi le spalle, Alboino strinse un nuovo accordo con gli Avari offrendo loro le terre fin lì occupate in Pannonia; tuttavia, se l'invasione fosse fallita, i Longobardi avrebbero riottenuto la Pannonia. In ogni caso, Alboino temeva un attacco alle spalle da parte degli Avari durante l'invasione, in un momento di vulnerabilità da parte longobarda.
Stretta l'alleanza per il giorno di Pasqua, il 2 aprile 568, l'invasione partì. La massa era composta da centomila-centocinquantamila persone (le stime sono molto incerte); i guerrieri erano una minoranza (circa 30 000), perché il grosso era costituito dalle loro famiglie; alla spedizione parteciparono anche guerrieri sassoni. Più che strettamente militare, l'esodo aveva quindi caratteristiche migratorie, con masserizie e mandrie di bestiame al seguito.
L'invasione partì dall'estremità occidentale del lago Balaton. Il percorso seguito dall'orda è incerto, ma probabilmente sfruttò le strade romane che dalla Pannonia la portò a varcare l'Isonzo. Una leggenda narra che, prima di entrare in Italia, Alboino salì su un monte, il Matajur, che da lui avrebbe preso il nome ("Monte Re"). Il monte si trova sulla valle del fiume Natisone, tuttavia è più probabile che i Longobardi abbiano percorso la comoda strada romana che da Emona (l'odierna Lubiana) scendeva ad Aquileia, lungo la valle del fiume Vipacco.
I Bizantini non offrirono resistenza, rinchiudendosi nelle loro città fortificate, il che potrebbe avvalorare la teoria di un trasferimento concordato, anche se può spiegarsi altrimenti con la tattica usuale dell'esercito bizantino, che, piuttosto che affrontare l'invasore in una battaglia con il rischio di farsi annientare l'esercito, preferiva attendere che l'invasore si ritirasse con il bottino, cosa che i Longobardi non fecero, occupando invece permanentemente le terre invase. La prima città di rilievo a cadere nelle mani di Alboino, all'inizio del 569, fu Forum Iulii (Cividale del Friuli), che il re assegnò al nipote Gisulfo, che divenne così il primo duca di Cividale con il compito di difendere l'avanzata longobarda da eventuali attacchi da est e di garantire una via di fuga.
La conquista delle principali città dell'Italia nordorientale procedette con rapidità nell'estate-autunno 569; caddero Aquileia, Vicenza e Verona, dove Alboino stabilì il suo primo quartier generale. La presa di Milano, il 3 settembre, concluse la migrazione. I Longobardi si erano stanziati nella fascia pedemontana fra le Alpi e il Po, quasi a protezione del resto della penisola, ancora sotto governo bizantino. Paolo Diacono riferisce che solo Pavia si oppose ai nuovi venuti. L'assedio della città sul Ticino si sarebbe protratto per tre anni. Lo storico Aldo Settia ha peraltro messo in dubbio la realtà storica di tale assedio.

### La morte

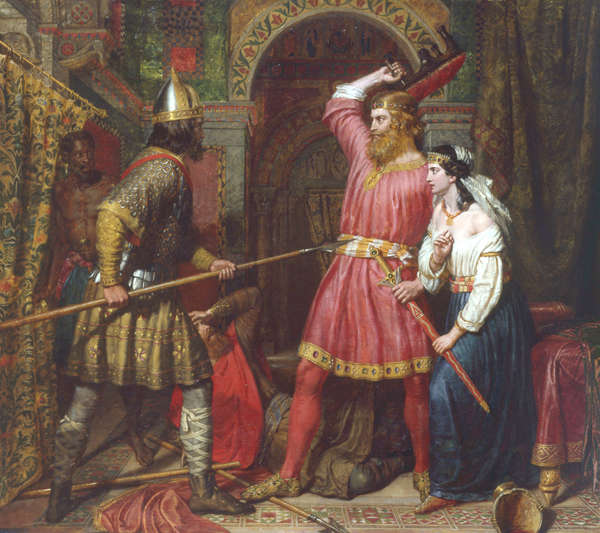
L'assassinio di Alboino, re dei Longobardi di Charles Landseer (1856)

Narra Paolo Diacono, nel secondo libro della sua Historia Langobardorum, che Alboino fu ucciso in seguito ad una congiura organizzata dalla moglie Rosmunda e da un nobile del suo seguito, Elmichi. Riferisce Paolo Diacono che Alboino, ormai saldamente re d'Italia, durante un banchetto a Verona offrì il teschio del suocero alla moglie, perché vi bevesse. Paolo Diacono riferisce di avere visto la coppa lui stesso, nelle mani di re Ratchis durante un banchetto, durante la quale lo mostrava ai suoi convitati. Anche qui è possibile interpretare il gesto in modo simbolico. Alcuni storici, come per esempio Stefano Gasparri, vi riconoscono addirittura una sorta di gesto di pacificazione, visto l'uso di conservare il cranio dei nemici uccisi presso gli Avari, che aveva lo scopo di assicurare al vincitore la forza vitale del nemico morto. Per il sopracitato storico "è questo, quasi certamente, il senso dell'atto di Alboino: non un macabro gesto di scherno, ma il riconoscimento del valore e della grandezza di Cunimondo, un riconoscimento che era già insito, del resto, nella stessa unione del re longobardo con la figlia del re gepido".. Tuttavia, per Paolo Diacono, che scrive circa duecento anni dopo i fatti, si trattava solo di una terribile provocazione, forse causata dall'ubriachezza del re. La regina decise di vendicarsi dell'affronto e si accordò col suo (probabile) amante Elmichi, fratello di latte di Alboino, e Peredeo, fortissimo guerriero gepido, forse appartenente al seguito di Rosmunda.
Lo storico riferisce che Rosmunda, per coinvolgere Peredeo nonostante il suo iniziale rifiuto, lo attirò con un inganno nel suo letto e poi lo ricattò con la minaccia di denunciarlo al re. Organizzata così la congiura, Rosmunda legò la spada di Alboino alla testata del letto, in modo che il re non potesse sfoderarla, e introdusse l'assassino, Elmichi secondo alcuni, Peredeo secondo altri, nella camera. Alboino, afferrato uno sgabello, si difese come gli fu possibile prima di soccombere. I congiurati, che si aspettavano di mantenere il potere nelle loro mani, furono costretti a fuggire dalla furiosa reazione dei Longobardi, fedelissimi al grande condottiero, e si rifugiarono a Ravenna col tesoro del re. Poco dopo, in mezzo alle manovre del prefetto di Ravenna, Longino, che cercò di sfruttarli come elemento di divisione tra gli invasori, tutti e tre i congiurati trovarono la morte, in circostanze che Paolo Diacono riferisce in forma epicamente romanzata.
Il racconto deriva da una saga epica, ancora diffusa ai tempi di Paolo Diacono e ripresa anche da Agnello Ravennate. Più prosaicamente, dietro alla leggenda Jörg Jarnut legge l'episodio come un tentativo di usurpazione da parte di Elmichi, appoggiato dalla regina, da alcuni guerrieri longobardi e gepidi aggregati all'esercito e appoggiato da Bisanzio. Il tentativo fallì per la resistenza della maggior parte del popolo longobardo; Rosmunda fuggì con Elmichi e la figlia di Alboino, Alpsuinda, a Ravenna e i Longobardi elessero re Clefi.
L'ipotesi è plausibile, ma lo è altrettanto quella di una morte naturale di Alboino. Secondo una prassi che si ripeterà ancora con Teodolinda e con Gundeperga, la regina vedova sceglieva il nuovo re, con l'assenso dell'aristocrazia, e lo legittimava sposandolo. La scelta di Elmichi, sostenuta, forse, solo dai Gepidi e dalla fazione favorevole a un accordo con i bizantini, non incontrò il consenso generale. Un'assemblea dei guerrieri fu radunata a Pavia e fu contrapposto Clefi ad Elmichi. Dopo la vittoria di Clefi, fu elaborata la saga poetica per condannare la memoria di Rosmunda.
Riguardo alla sua morte, Giovanni Battista Pighi ha evidenziato: "Sono evidenti nel racconto di Paolo Diacono i temi, antichissimi, del folklore d'ogni paese: la sostituzione nel letto (già Mirra l'aveva perpetrata) e l'avvelenamento coatto [si riferisce alla morte dei due assassini]. Il silenzio nel palazzo, la rimozione delle armi, la spada della vittima legata o nascosta, l'introduzione dell'amante, insomma tutta la scena dell'uccisione di Alboino riproduce esattamente la scena dell'uccisione di Deifobo, da lui narrata a Enea (Virgilio, Aen. 6, 520-7). È lecito sospettare che il dottissimo Paolo Diacono abbia voluto nobilitare col ricordo classico la storia romanzata dei suoi connazionali".

### Tomba
Il sovrano fu sepolto nei pressi del suo palazzo a Verona, sotto la rampa di una scala. Fu il solo re longobardo ad essere sepolto nel luogo in cui esercitava il potere. La sua tomba fu violata dal duca veronese Giselperto, che vi sottrasse la spatha e gli ornamenta.

## Alboino nelle arti

Arena nel ruolo del re Alboino in Bertoldo, Bertoldino e Cacasenno (1984)

Alboino e Rosmunda furono usati come personaggi più volte nella letteratura italiana: in una tragedia di Giovanni Rucellai ("Rosmunda" 1516), in una tragedia di Vittorio Alfieri (Rosmunda, 1783), in una commedia di Sem Benelli del 1911 (anch'essa dal titolo Rosmunda) e in una parodia giovanile di Achille Campanile, che fece entrare nel linguaggio corrente la frase: Bevi Rosmunda, nel teschio tondo di tuo papà re Cunimondo!, ripresa più volte da canzoni e parodie.
Percorso contrario ebbero gli scritti di Bertoldo, Bertoldino e Cacasenno di Giulio Cesare Croce, che nel XVI secolo ambientò le sue narrazioni alla corte di re Alboino a Verona, riprendendo scritti e canzoni popolari che ambientavano la vicenda tanto a Pavia quanto a Verona. Molte delle vicende del personaggio daranno spunto alla realizzazione di tre film che si ispirano alla avventure scritte da Croce: il film del 1936, il secondo del 1954 e l'ultimo più conosciuto del 1984, diretto da Mario Monicelli e in cui Alboino è interpretato da Lello Arena.
L'episodio della congiura ispirò anche almeno un film, diretto nel 1961 da Carlo Campogalliani: Rosmunda e Alboino.

### Fonti primarie
- (LA, IT) Paolo Diacono, Storia dei Longobardi, introduzione di Bruno Luiselli, traduzione e note di Antonio Zanella, Milano, Rizzoli, 1991, ISBN 88-17-16824-6.
- (LA) Origo gentis Langobardorum, a cura di Georg Waitz, in Monumenta Germaniae Historica. Scriptores rerum Langobardicarum et Italicarum saec. VI-IX, Hannoverae, impensis bibliopolii Hahniani, 1878,  pp. 1-6.
- Gregorio di Tours, Historia Francorum
- Mario Aventicense, Cronaca

### Fonti secondarie
- Jörg Jarnut, Storia dei Longobardi, traduzione di Paola Guglielmotti, Torino, Einaudi, 1995  [1982], ISBN 88-06-13658-5.
- Alberto Magnani, "Re Alboino fuori dalla leggenda", "Bollettino della Società Pavese di Storia Patria", Anno CX, 2010.
- Walter Pohl, "Le origini etniche dell'Europa", Roma, Viella, 2000.
- Sergio Rovagnati, I Longobardi, Milano, Xenia, 2003
- Aldo Settia, "Aureliano Imperatore e il cavallo di re Alboino", "Bollettino della Società Pavese di Storia Patria", Anno C, 2000.
- Paolo Bertolini, ALBOINO re dei Longobardi, in Dizionario biografico degli italiani, vol. 3, Roma, Istituto dell'Enciclopedia Italiana, 1960. URL consultato il 28 dicembre 2014.